# فرناندا روميرو
فرناندا روميرو (بالإسبانية: Fernanda Romero)‏ هي مغنية وعارضة وممثلة مكسيكية، ولدت في 1983 بمدينة مكسيكو في المكسيك.

## وصلات خارجية
- فرناندا روميرو على موقع IMDb (الإنجليزية)
- فرناندا روميرو على موقع أول موفي (الإنجليزية)
- فرناندا روميرو على موقع قاعدة بيانات الفيلم (الإنجليزية)